# Hysterostomella circinata
Hysterostomella circinata är en svampart som beskrevs av Speg. 1889. Hysterostomella circinata ingår i släktet Hysterostomella och familjen Parmulariaceae.   Inga underarter finns listade i Catalogue of Life.